# Ljudkälla
En ljudkälla eller akustisk källa är ett fysiskt objekt eller matematisk funktion som sänder ut ljud.  Ljudkällan exiterar eller skapar en propagerande ljudvåg och därmed ett ljudfält. Högtalare, musikinstrument, en talares talorgan och ljudstrålande vibrerande maskiner så som fläktar är exempel på en ljudkällor. En ljudkälla sänder ut en netto positiv akustisk energi eller effekt till det omgivande mediet.
Den enklaste teoretiska beskrivningen av en ljudkälla är monopolen, en oändligt liten pulserande sfär eller en punktkälla. Det resulterande ljudfältet är sfäriskt symmetriskt, och är en Greenfunktion för fritt fält, som är av stor teoretisk betydelse inom akustiken.